# 中国国际贸易促进委员会

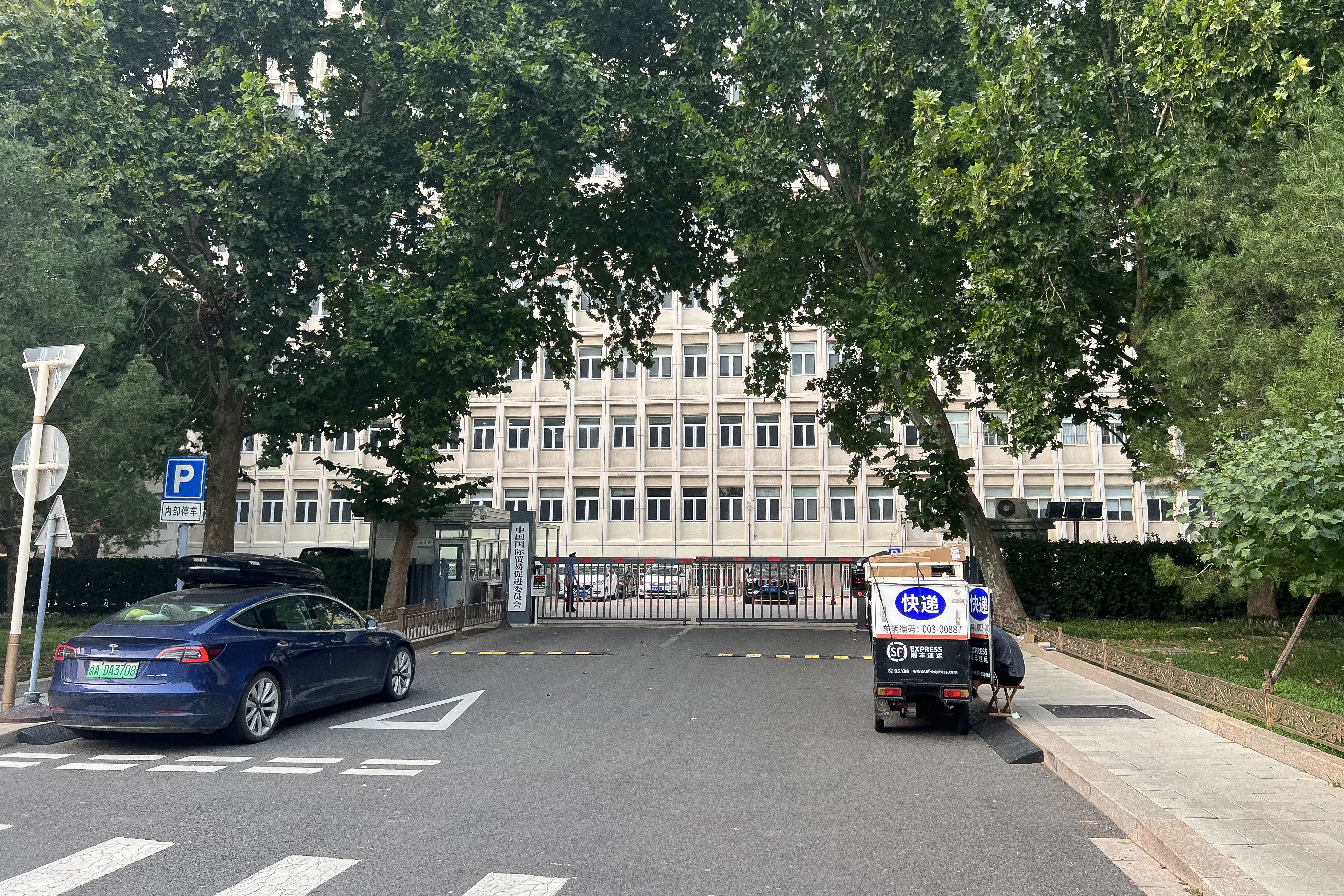
中国贸促会总部

中国国际贸易促进委员会（英語：China Council for the Promotion of International Trade, CCPIT），同时使用中国国际商会（英語：CHINA CHAMBER OF INTERNATIONAL COMMERCE）的名称，简称中国贸促会，由中国经济贸易界有代表性的人士、企业和团体组成的全国民间对外经济贸易组织。
中国贸促会的宗旨是，根据中华人民共和国的法律、法规，参照国际惯例，开展促进中国与世界各国、各地区之间的贸易、投资和经济技术合作活动，增进中国人民同世界各国、各地区人民和经济贸易界的相互了解与友谊，维护中国公民、法人在海外的正当权益。中国贸促会是经国务院机构编制管理机关核定、并经国务院批准的免于登记的社会团体，为参照公务员法管理机关（单位）。

## 沿革
朝鲜战争爆发后，1950年7月美国推动巴黎统筹委员会对中国实施彻底禁运制裁。导致世界范围内一些大宗商品供过于求、价格暴跌。1951年10月27日至28日，21个国家的经济界人士在丹麦哥本哈根举行集会，成立了“国际经济会议发起人委员会”。1952年4月3日在莫斯科召开了47个国家的471名经济贸易界人士出席的国际经济会议。会上，中国代表团团长南汉宸在与英国、法国、西德等11个国家的工商团体和企业签订了贸易协议。会议决定成立国际贸易促进委员会，并在巴黎设立执行局。
1952年5月14日，中国国际贸易促进会在北京成立。1952年至1955年，谢筱迺任中国国际贸易促进委员会联络部部长。
中国贸促会1988年6月组建了中国国际商会。1994年11月，国际商会第168次理事会正式通过决议，同意设立“国际商会中国国家委员会”。
中国贸促会在县以上行政区域内可以设立地方贸促机构，在国内有关行业可设立行业贸促机构。如：“中国国际贸易促进委员会上海市分会”暨“上海市国际贸易促进委员会”（页面存档备份，存于）、“中国国际贸易促进委员会长春市分会”暨“长春市国际商会”（页面存档备份，存于）、山东省平阴县贸促会（页面存档备份，存于）。
在中国国际商会内设立中国国际经济贸易仲裁委员会，受理经济贸易仲裁案件。在中国贸促会内设立中国海事仲裁委员会，受理海事仲裁案件。在中国贸促会内设立调解中心，受理民商事、海事调解案件。
2020年8月31日，根据国家发展改革委《关于全面推开行业协会商会与行政机关脱钩改革的实施意见》（发改体改〔2019〕1063号），原由国际贸易促进委员会主管的中国对外服务工作行业协会等1家行业协会（商会）与国际贸易促进委员会分离，依法直接登记、独立运行，剥离行政职能，不再设置业务主管单位。取消对行业协会的直接财政拨款，通过政府购买服务等方式支持其发展。全面实行劳动合同制度，依法依章程自主招聘工作人员。

## 职责
根据《中国国际贸易促进委员会职能配置、内设机构和人员编制规定》，中国贸促会承担下列职能：
1. 落实国家有关重大发展战略，促进对外贸易、双向投资和经济技术合作。
2. 推进与境外对口机构机制化合作。
3. 接待境外高层次经贸代表团来访，组织中国经贸代表团出访。
4. 管理全国出国举办经贸展览会，负责中国参加国际展览局和世界博览会事务。
5. 举办和组织企业参加经贸展览会、论坛、洽谈会及有关国际会议。
6. 在外经贸领域代言工商，参与经贸政策法规制定、对外经贸谈判和国际商事规则制定。
7. 开展法律顾问、商事调解、经贸和海事仲裁等工作，签发和出具出口商品原产地证明书、对外贸易有关文件和单证，提供专利申请、商标注册、诉讼维权等知识产权服务。
8. 组织产业和企业应对经贸摩擦。
9. 提供经贸信息、经贸培训等服务。

## 机构设置
根据《中国国际贸易促进委员会职能配置、内设机构和人员编制规定》，中国贸促会内设机构为副司局级，省级地方分支机构为正厅级。中国贸促会设置下列机构：

### 内设机构
- 办公室
- 发展研究部
- 人事部
- 财务部
- 国际联络部（外事办公室）
- 贸易投资促进部（展览管理办公室）
- 法律事务部
- 直属机关党委
- 离退休干部办公室

### 直属事业单位
- 资产管理中心
- 商事法律服务中心
- 机关服务中心
- 中国国际商会会馆
- 房屋自管服务社
- 《中国对外贸易》杂志社
- 贸易推广交流中心
- 培训中心
- 人才服务中心
- 专利商标事务所
- 中国国际经济贸易仲裁委员会秘书局
- 中国海事仲裁委员会秘书局
- 《中国贸易报》社

### 直属企业单位
- 贸易促进中心
- 投资促进中心
- 企业权益保护中心
- 知识产权服务中心
- 台港澳企业服务中心
- 信息中心（中贸促信息技术有限责任公司）
- 研究院（贸促会研究院有限公司）
- 中国国际展览中心集团公司
- 中国华阳技术贸易（集团）公司
- 中国国际经济技术合作咨询公司
- 中国四达国际经济技术合作公司
- 北京国展国际展览中心有限责任公司
- 北京中展投资发展有限公司
- 中国专利代理（香港）有限公司
- 中国技术投资贸易（香港）有限公司
- 环球商务旅行社
- 中贸促信息技术有限责任公司

### 主管社会团体
- 中国国际商会
- 中国仲裁法学研究会
- 中国对外服务工作行业协会

### 派出机构
- 中国国际贸易促进委员会驻海湾代表处
- 中国国际贸易促进委员会驻德国代表处
- 中国国际贸易促进委员会驻日本代表处
- 中国国际贸易促进委员会驻美国代表处
- 中国国际贸易促进委员会驻墨西哥代表处
- 中国国际贸易促进委员会驻香港代表处
- 中国国际贸易促进委员会驻加拿大代表处
- 中国国际贸易促进委员会驻英国代表处
- 中国国际贸易促进委员会驻法国代表处
- 中国国际贸易促进委员会驻意大利代表处
- 中国国际贸易促进委员会驻澳大利亚代表处
- 中国国际贸易促进委员会驻比利时代表处
- 中国国际贸易促进委员会驻俄罗斯代表处
- 中国国际贸易促进委员会驻韩国代表处
- 中国国际贸易促进委员会驻新加坡代表处
- 中国国际贸易促进委员会驻巴西代表处
- 中国国际贸易促进委员会驻哥斯达黎加代表处
- 中国国际贸易促进委员会驻波兰代表处
- 中国国际贸易促进委员会驻印度尼西亚代表处
- 中国国际商会驻欧盟代表处
- 中国国际贸易促进委员会驻印度代表处
- 中国国际贸易促进委员会驻南非代表处
- 中国国际贸易促进委员会驻智利代表处
- 中国国际贸易促进委员会驻泰国代表处
- 中国国际贸易促进委员会驻埃及代表处
- 中国国际贸易促进委员会驻哈萨克斯坦代表处
- 中国国际贸易促进委员会驻澳门代表处
- 中国国际贸易促进委员会驻瑞士代表处
- 中国国际贸易促进委员会驻西班牙代表处
- 中国国际贸易促进委员会驻奥地利代表处
- 中国国际贸易促进委员会驻巴拿马代表处
- 中国国际贸易促进委员会驻柬埔寨代表处

### 分支机构
省级地方分支机构
- 中国国际贸易促进委员会北京市分会
- 上海国际贸易促进委员会
- 中国国际贸易促进委员会天津分会
- 中国国际贸易促进委员会湖北省委员会
- 中国国际贸易促进委员会山西省委员会
- 中国国际贸易促进委员会辽宁省分会
- 中国国际贸易促进委员会沈阳市分会（副厅级）
- 中国国际贸易促进委员会大连市分会（副厅级）
- 中国国际贸易促进委员会吉林省委员会
- 中国国际贸易促进委员会长春市委员会
- 中国国际贸易促进委员会黑龙江省委员会
- 中国国际贸易促进委员会哈尔滨市委员会
- 中国国际贸易促进委员会上海浦东分会（正处级）
- 中国国际贸易促进委员会江苏省分会
- 中国国际贸易促进委员会南京市分会（副厅级）
- 中国国际贸易促进委员会浙江省委员会
- 中国国际贸易促进委员会杭州市委员会（副厅级）
- 中国国际贸易促进委员会宁波市委员会（副厅级）
- 中国国际贸易促进委员会安徽省委员会
- 中国国际贸易促进委员会福建省委员会
- 中国国际贸易促进委员会厦门市委员会（副厅级）
- 中国国际贸易促进委员会江西省分会
- 中国国际贸易促进委员会山东省委员会
- 中国国际贸易促进委员会济南市分会（副厅级）
- 中国国际贸易促进委员会青岛市分会（副厅级）
- 中国国际贸易促进委员会河南省委员会
- 中国国际贸易促进委员会湖北省分会
- 中国国际贸易促进委员会武汉市分会（副厅级）
- 中国国际贸易促进委员会湖南省分会
- 广东省国际贸易促进委员会
- 中国国际贸易促进委员会广州市委员会
- 中国国际贸易促进委员会珠海市分会（正处级）
- 中国国际贸易促进委员会汕头市分会（正处级）
- 中国国际贸易促进委员会深圳市委员会（副厅级）
- 中国国际贸易促进委员会广西分会
- 中国国际贸易促进委员会海南省委员会
- 中国国际贸易促进委员会重庆市委员会
- 中国国际贸易促进委员会四川省委员会
- 中国国际贸易促进委员会成都市分会（副厅级）
- 中国国际贸易促进委员会贵州省分会
- 中国国际贸易促进委员会云南省分会
- 中国国际贸易促进委员会西安市分会（副厅级）
- 中国国际贸易促进委员会甘肃省委员会
- 中国国际贸易促进委员会陕西省分会
- 中国国际贸易促进委员会新疆维吾尔自治区委员会
- 中国国际贸易促进委员会青海省分会
- 中国国际贸易促进委员会宁夏回族自治区分会
- 中国国际贸易促进委员会新疆生产建设兵团委员会（副厅级）

行业分支机构
- 中国国际贸易促进委员会机械行业分会
- 中国国际贸易促进委员会电子信息行业分会
- 中国国际贸易促进委员会轻工行业分会
- 中国国际贸易促进委员会纺织行业分会
- 中国国际贸易促进委员会农业行业分会
- 中国国际贸易促进委员会汽车行业分会
- 中国国际贸易促进委员会石化行业分会
- 中国国际贸易促进委员会商业行业分会
- 中国国际贸易促进委员会冶金行业分会
- 中国国际贸易促进委员会航空行业分会
- 中国国际贸易促进委员会航天行业分会
- 中国国际贸易促进委员会化工行业分会
- 中国国际贸易促进委员会建筑材料行业分会
- 中国国际贸易促进委员会通用产业行业分会
- 中国国际贸易促进委员会建筑行业分会
- 中国国际贸易促进委员会供销合作行业分会
- 中国国际贸易促进委员会煤炭行业分会
- 中国国际贸易促进委员会物流行业分会
- 中国国际贸易促进委员会电力行业分会
- 中国国际贸易促进委员会包装行业分会
- 中国国际贸易促进委员会食品行业委员会
- 中国粮食行业协会

## 历任领导
中国国际贸易促进委员会主席
- 南汉宸（1952年5月－1967年）

中国国际贸易促进委员会主任
- 王耀庭（1973年－1986年）

中国国际贸易促进委员会会长
- 贾石（1986年－1988年）

中国国际贸易促进委员会（中国国际商会）会长
- 郑鸿业（1988年9月－1989年12月，代理）
- 郑鸿业（1989年12月－1995年6月）
- 郭东坡（1995年6月－1997年9月）
- 俞晓松（1997年9月－2003年5月）
- 万季飞（2003年5月－2014年3月）[7]
- 姜增伟（2014年3月－2018年8月）
- 高燕（2018年8月－2022年1月）
- 任鸿斌（2022年1月至今）